# День независимости (фильм, 1983)
«День независимости» (англ. Independence Day) — американский драматический фильм режиссёра Роберта Мэндела, снятый им в 1983 году. В главных ролях снялись Кэтлин Куинлен и Дэвид Кейт. Фильм рассказывает о проблемах одной семьи из небольшого городка на юго-западе США.

## Сюжет
Молодая женщина мечтает о карьере фотографа в большом городе. У неё роман с автомехаником, стремящимся стать лучшим в городе гонщиком.

## В ролях
- Кэтлин Куинлан — Мэри Энн Тэйлор
- Дэвид Кит — Джек Паркер
- Фрэнсис Стернхаген — Карла Тэйлор
- Клифф Де Янг — Лес Морган
- Дайан Уист — Нэнси Морган
- Джезеф Соммер — Сэм Тэйлор
- Ричард Фарнсуорт — Эван